# Maharram Aliyev
Maharram Abish oglu Aliyev (en azerí: Məhərrəm Abış oğlu Əliyev; Sharur, 20 de octubre de 1951) es Asistente del presidente de Azerbaiyán y Jefe del Departamento de Asuntos Militares de la Administración Presidencial.

## Biografía
Maharram Aliyev nació el 20 de octubre de 1951 en Sharur. Desde 1973 trabajó en los órganos de asuntos internos. En 1978 se graduó de la Escuela Especial de Policía de Moscú. 1980-1992 trabajó en los departamentos de policía de Bakú. En 1985 se graduó del Instituto de Derecho de la Unión Soviética.
En los años 2007-2011 fue Embajador de la República de Azerbaiyán en Tayikistán.
El 30 de noviembre de 2012 recibió el rango militar teniente general. El 5 de junio de 2017 fue designado Viceministro de Justicia de la República de Azerbaiyán.
El 29 de noviembre de 2019 Maharram Aliyev fue nombrado Asistente del presidente de Azerbaiyán y Jefe del Departamento de Asuntos Militares de la Administración Presidencial y también recibió el rango militar coronel general.

## Premios y títulos
- Orden de la Bandera de Azerbaiyán (1998)[4]
- Orden “Por la Patria (2013)[5]
- Orden "Por el servicio a la patria" (2014)[6]